# Jim Sturgess
James Anthony 'Jim' Sturgess (Londen, 16 mei 1978) is een Brits acteur.
Hoewel hij al jaren werkte in televisieproducties, brak hij in 2007 door met de hoofdrol in Across the Universe (2007), waarin hij tegenover Evan Rachel Wood speelde. In 2005 maakte hij al zijn filmdebuut, tegenover Ellen Page in Mouth to Mouth. Na zijn doorbraak speelde Sturgess voornamelijk hoofdrollen in films met andere grote namen, onder wie Natalie Portman, Scarlett Johansson, Eric Bana, Kevin Spacey, Kate Bosworth, Rose McGowan, Harrison Ford, Sean Penn en Ashley Judd.

## Selecte filmografie
- Bibsys: 8034205
- Biblioteca Nacional de España: XX4984838
- Bibliothèque nationale de France: cb155916594 (data)
- Catàleg d'autoritats de noms i títols de Catalunya: 981058509212406706
- CiNii: DA18768265
- Gemeinsame Normdatei: 135504023
- International Standard Name Identifier: 0000 0001 1932 0993
- Library of Congress Control Number: no2008017524
- MusicBrainz: 451f9db1-f75f-44f9-b218-f8bdf22035a1
- Nationale Bibliotheek van Tsjechië: xx0079858
- Nationale Bibliotheek van Israël: 987007317620705171
- Nederlandse Thesaurus van Auteursnamen: 314415483
- Système universitaire de documentation: 153122196
- Virtual International Authority File: 7190882
- WorldCat: E39PBJw4xHYq3H6W83KKgVhJXd